# Eisner-díj a legjobb beírónak
Ebben a listában az Eisner-díj „legjobb beíró” kategóriájának jelöltjei és nyertesei találhatóak.
| Év   | Beíró              | Munkák (és kiadók) |
| ---- | ------------------ | --- |
| 2012 | Deron Bennett      | Billy Fog, Jim Henson’s Dark Crystal, Jim Henson’s Tale of Sand, Mr. Murder Is Dead (Archaia Studios Press), Helldorado, Puss N Boots és Richie Rich (Ape Entertainment) |
| 2012 | Jimmy Gownley      | Amelia Rules!: The Meaning of Life… And Other Stuff (Atheneum Press) |
| 2012 | Laura Lee Gulledge | Page by Paige (Amulet Books) |
| 2012 | Tom Orzechowski    | Manara Library (Dark Horse Comics), Manga Man (Houghton Mifflin) és Savage Dragon (Image Comics) |
| 2012 | Stan Sakai         | Usagi Yojimbo (Dark Horse Comics) |
| 2011 | Darwyn Cooke       | Richard Stark’s Parker: The Outfit (IDW Publishing) |
| 2011 | Dan Clowes         | Wilson (Drawn & Quarterly) |
| 2011 | Jimmy Gownley      | Amelia Rules!: True Things (Adults Don’t Want Kids to Know) és Amelia Rules!: The Tweenage Guide to Not Being Unpopular (Atheneum Books) |
| 2011 | Todd Klein         | Fables, The Unwritten, Joe the Barbarian, iZombie (Vertigo), Tom Strong and the Robots of Doom (Wildstorm), S.H.I.E.L.D. (Marvel Comics) és Driver for the Dead (Radical Comics) |
| 2011 | Doug TenNapel      | Ghostopolis (Scholastic Graphix) |
| 2011 | Chris Ware         | Acme Novelty Library #20 (Drawn & Quarterly) |
| 2010 | Brian Fies         | Whatever Happened to the World of Tomorrow? (Abrams ComicArts) |
| 2010 | David Mazzucchelli | Asterios Polyp (Pantheon Books) |
| 2010 | Tom Orzechowski    | Savage Dragon (Image Comics) és X-Men Forever (Marvel Comics) |
| 2010 | Richard Sala       | Cat Burglar Black (First Second Books) és Delphine (Fantagraphics Books) |
| 2010 | Adrian Tomine      | A Drifting Life (Drawn & Quarterly) |
| 2009 | Farel Dalrymple    | Omega: The Unknown (Marvel Comics) |
| 2009 | Jimmy Gownley      | Amelia Rules! (Renaissance Press) |
| 2009 | Scott Morse        | Tiger! Tiger! Tiger! (Red Window) |
| 2009 | Nate Powell        | Swallow Me Whole (Top Shelf Productions) |
| 2009 | Chris Ware         | Acme Novelty Library #19 (Acme Novelty Library) |
| 2008 | Jared K. Fletcher  | Catwoman, The Spirit (DC Comics) és Sentences: Life of MF Grimm (Vertigo) |
| 2008 | Jimmy Gownley      | Amelia Rules! (Renaissance Press) |
| 2008 | Todd Klein         | Justice, Simon Dark (DC Comics), Fables, Jack of Fables, Crossing Midnight (Vertigo), League of Extraordinary Gentlemen: The Black Dossier (Wildstorm) és Nexus (Rude Dude Productions) |
| 2008 | Lewis Trondheim    | Mome #7–8: At Loose Ends (Fantagraphics Books) |
| 2008 | Chris Ware         | Acme Novelty Library #18 (Acme Novelty Library) |
| 2007 | Ivan Brunetti      | Schizo (Fantagraphics Books) |
| 2007 | Todd Klein         | Fables, Jack of Fables, Fables: 1001 Nights of Snowfall, Pride of Baghdad, Testament (Vertigo), Fantastic Four: 1602, Eternals (Marvel Comics) és Lost Girls (Top Shelf Productions) |
| 2007 | Clem Robins        | BPRD, The Dark Horse Book of Monsters, Hellboy (Dark Horse Comics), Loveless, 100 Bullets és Y: The Last Man (Vertigo) |
| 2007 | Richard Sala       | The Grave Robber’s Daughter és Delphine (Fantagraphics Books) |
| 2007 | Chris Ware         | Acme Novelty Library #17 (Acme Novelty Library) |
| 2006 | Chris Eliopoulos   | Ultimate Iron Man, Astonishing X-Men, Ultimates 2, House of M, Franklin Richards: Son of a Genius (Marvel Comics) és Fell (Image Comics) |
| 2006 | Todd Klein         | Wonder Woman, Justice, Seven Soldiers #0 (DC Comics), Desolation Jones (Wildstorm), Promethea, Top Ten: The Forty-Niners, Tomorrow Stories Special (America’s Best Comics), Fables (Vertigo) és 1602: New World (Marvel Comics) |
| 2006 | Richard Starkings  | Conan, Revelations (Dark Horse Comics), Godland (Image Comics), Gunpowder Girl and the Outlaw Squaw és Hip Flask: Mystery City (Active Images) |
| 2006 | Chris Ware         | Acme Novelty Library #16 (Acme Novelty Library) |
| 2005 | Todd Klein         | Promethea Tom Strong, Tom Strong’s Terrific Tales (America’s Best Comics), Wonder Woman (DC Comics), Books of Magick: Life During Wartime, Fables, We3 (Vertigo) és Creatures of the Night (Dark Horse Comics) |
| 2005 | Stan Sakai         | Usagi Yojimbo (Dark Horse Comics) |
| 2005 | Dave Sim           | Cerebus (Aardvark-Vanaheim) |
| 2005 | Craig Thompson     | Carnet de Voyage (Top Shelf Productions) és Rosetta 2: Eve O’ Twins (Alternative Comics) |
| 2004 | Todd Klein         | Detective Comics (DC Comics), Fables, The Sandman: Endless Nights (Vertigo), Tom Strong, Promethea (America’s Best Comics) és 1602 (Marvel Comics) |
| 2004 | Bill Oakley        | Hawkman, JSA (DC Comics), League of Extraordinary Gentlemen vol. 2 (America’s Best Comics) és Sleeper (Wildstorm) |
| 2004 | Dave Sim           | Cerebus (Aardvark-Vanaheim) |
| 2004 | Richard Starkings  | Batman (DC Comics), Planetary (Wildstorm), Hulk: Gray (Marvel Comics) és Hip Flask: Elephantmen (Comicraft) |
| 2003 | Todd Klein         | Dark Knight Strikes Again, Detective Comics', Wonder Woman: The Hiketeia (DC Comics), Fables, Human Target: Final Cut (Vertigo), Promethea, Tom Strong (America’s Best Comics) és Castle Waiting (Olio Press) |
| 2003 | Richard Starkings  | Action Comics, Adventures of Superman, Batman, L.E.G.I.O.N., The Power Company, Supergirl, Superman, Wonder Woman (DC Comics), The Crusades, Hunter: The Age of Magic, Lucifer, Vertigo Pop: Tokyo (Vertigo); WildC.A.T.S. version 3.0 (Wildstorm), Decoy, Victorian (Penny Farthing Press) és Hip Flask: Unnatural Selection (Comicraft) |
| 2003 | John Workman       | Batman Family, Detective Comics, Orion, Superman: Day of Doom (DC Comics) és 100% (Vertigo) |
| 2002 | Dan Clowes         | Eightball #22 (Fantagraphics Books) |
| 2002 | Todd Klein         | Promethea, Tom Strong’s Terrific Tales, Tomorrow Stories, Top 10, Greyshirt (America’s Best Comics), The Sandman Presents: Everything You Always Wanted to Know About Dreams But Were Afraid to Ask (Vertigo), Detective Comics, The Dark Knight Strikes Again (DC Comics), Castle Waiting (Olio Press) és Universe X (Marvel Comics)     |
| 2002 | Stan Sakai         | Usagi Yojimbo és Groo: Death and Taxes (Dark Horse Comics) |
| 2002 | Dave Sim           | Cerebus (Aardvark-Vanaheim) |
| 2002 | Chris Ware         | Acme Novelty Library #15 (Fantagraphics Books) |
| 2001 | Todd Klein         | Promethea, Tom Strong’s Terrific Tales, Tomorrow Stories, Top 10 (America’s Best Comics), The Invisibles, The Dreaming (Vertigo) és Castle Waiting (Cartoon Books) |
| 2001 | Galen Showman      | Ring of the Nibelung (Dark Horse Comics) |
| 2001 | Dave Sim           | Cerebus (Aardvark-Vanaheim) |
| 2001 | Chris Ware         | Acme Novelty Library (Fantagraphics Books) |
| 2000 | Dan Clowes         | Eightball (Fantagraphics Books) |
| 2000 | Todd Klein         | Promethea, Tom Strong, Tomorrow Stories, Top 10 (America’s Best Comics), The Dreaming, Gifts of the Night, The Invisibles és Sandman Presents: Lucifer (Vertigo) |
| 2000 | John Roshell       | Kurt Busiek’s Astro City (DC Comics, Wildstorm, Homage Comics) |
| 2000 | Stan Sakai         | Usagi Yojimbo, Sergio Aragonés’ Groo and Rufferto (Dark Horse Comics) |
| 2000 | Richard Starkings  | The Avengers, Avengers Forever, Avengers 1 1/2, Daredevil, Inhumans (Marvel Comics) és Witching Hour (DC Comics) |
| 1999 | Todd Klein         | Castle Waiting (Olio Press), House of Secrets, The Invisibles, The Dreaming és mások (Vertigo) |
| 1999 | Sean Konot         | Grendel: Black, White, and Red, Star Wars: Crimson Empire (Dark Horse Comics) és Nobody (Oni Press) |
| 1999 | Stan Sakai         | Usagi Yojimbo, Sergio Aragonés’ Groo, Sergio Aragonés’ Boogeyman, és Sergio Aragonés’ Dia de los Muertos (Dark Horse Comics) |
| 1999 | Chris Ware         | Acme Novelty Library (Fantagraphics Books) |
| 1999 | Bill Yoshida       | Archie, Betty, Veronica, Jughead és mások (Archie Comics) |
| 1998 | Dan Clowes         | Eightball (Fantagraphics Books) |
| 1998 | Tim Harkins        | Roswell, Little Green Man (Bongo Comics Group) és Adventures in the DC Universe (DC Comics) |
| 1998 | Todd Klein         | Batman, Batman: Poison Ivy (DC Comics), The Dreaming, House of Secrets, The Invisibles, Uncle Sam (Vertigo), Uncle Scrooge Adventures (Gladstone Publishing) és Castle Waiting (Olio Press) |
| 1998 | Archer Prewitt     | Sof’ Boy and Friends (Drawn & Quarterly) |
| 1998 | Chris Ware         | The Acme Novelty Library (Fantagraphics Books) |
| 1997 | Todd Klein         | The Sandman, Death: The Time of Your Life, House of Secrets, The Dreaming (Vertigo), Batman, The Spectre és Kingdom Come (DC Comics) |
| 1997 | Stan Sakai         | Usagi Yojimbo és Space Usagi (Dark Horse Comics) |
| 1997 | Dave Sim           | Cerebus (Aardvark-Vanaheim) |
| 1997 | Richard Starkings  | Batman: The Long Halloween (DC Comics) és Generation X (Marvel Comics) |
| 1997 | Chris Ware         | Acme Novelty Company #7 (Fantagraphics Books) |
| 1996 | Dan Clowes         | Eightball (Fantagraphics Books) |
| 1996 | Richard Sala       | Zero Zero: The Chuckling Whatsit (Fantagraphics Books) |
| 1996 | Stan Sakai         | Groo (Image Comics) és Usagi Yojimbo (Mirage Comics) |
| 1996 | Bill Spicer        | The Big Guy and Rusty the Boy Robot (Dark Horse Comics) |
| 1996 | Bill Yoshida       | számos Archie Comics kiadvány |
| 1995 | Todd Klein         | Batman vs. Predator II (DC Comics, Dark Horse Comics), The Demon (DC Comics), The Sandman (Vertigo) és Uncle Scrooge (Gladstone Publishing) |
| 1995 | Stan Sakai         | Groo (Epic Comics, Image Comics) és Usagi Yojimbo (Mirage Comics) |
| 1995 | Dave Sim           | Cerebus (Aardvark-Vanaheim) |
| 1995 | Chris Ware         | The Acme Novelty Library (Fantagraphics Books) |
| 1994 | Ken Bruzenak       | Batman/Grendel (Comico Comics, DC Comics) és Batman/Houdini: The Devil’s Workshop (DC Comics) |
| 1994 | Todd Klein         | The Shadow (Dark Horse Comics), The Sandman, The Demon, Hellblazer, Jonah Hex: Two-Gun Mojo (Vertigo) és Dark Joker: The Wild (DC Comics) |
| 1994 | Bob Lappan         | Understanding Comics (Kitchen Sink Press) |
| 1994 | Dave Sim           | Cerebus (Aardvark-Vanaheim) |
| 1993 | Todd Klein         | The Sandman és The Demon (DC Comics) |
| 1993 | Tom Orzechowski    | Spawn (Image Comics) |
| 1993 | Stan Sakai         | Groo the Wanderer (Epic Comics) és Usagi Yojimbo (Fantagraphics Books) |
| 1993 | Dave Sim           | Cerebus (Aardvark-Vanaheim) |
| 1993 | John Workman       | The Legion of Superheroes (DC Comics) és Robocop vs. Terminator (Dark Horse Comics) |